# BD-journalen nr. 5
|  | Denne artikel er oprettet af botten Steenthbot ud fra en ekstern database. Den kan derfor have sproglige fejl eller mangler. Denne skabelon kan fjernes efter kontrol af indholdet. |

BD-journalen nr. 5 er en dansk dokumentarisk optagelse fra 1953.

## Handling
Reportage fra M. C. Dahl's 25 års jubilæum.